# HAL HJT-36 Sitara
HAL HJT-36 Sitara (Sitārā: "star") là một phi cơ huấn luyện cận âm hạng trung được thiết kế và phát triển bởi Aircraft Research and Design Centre (ARDC) và chế tạo bởi Hindustan Aeronautics Limited (HAL) cho Không lực Ấn Độ và Hải quân Ấn Độ. Máy bay HJT-36 sẽ thay thế mẫu HAL HJT-16 Kiran trong vai trò phi cơ huấn luyện giai đoạn 2 cho 2 lực lượng này.
Sitara là một máy bay phản lực huấn luyện cổ điển cánh thấp, buồng lái lồng kính và hai ống hút khí cho động cơ nằm hai bên thân. Máy bay được đưa vào sản xuất với số lượng nhỏ vào năm 2010 nhưng theo các quan chức Không lực Ấn Độ nó vẫn không thích hợp do các vấn đề kỹ thuật liên quan đến bài kiểm tra xoay (tháng 3 năm 2017). Tháng 4 năm 2019, Sitara bay lần đâu tiên sau ba năm tùy chỉnh khung máy bay để vượt qua bài kiểm tra về đặc tính xoay.

## Phát triển

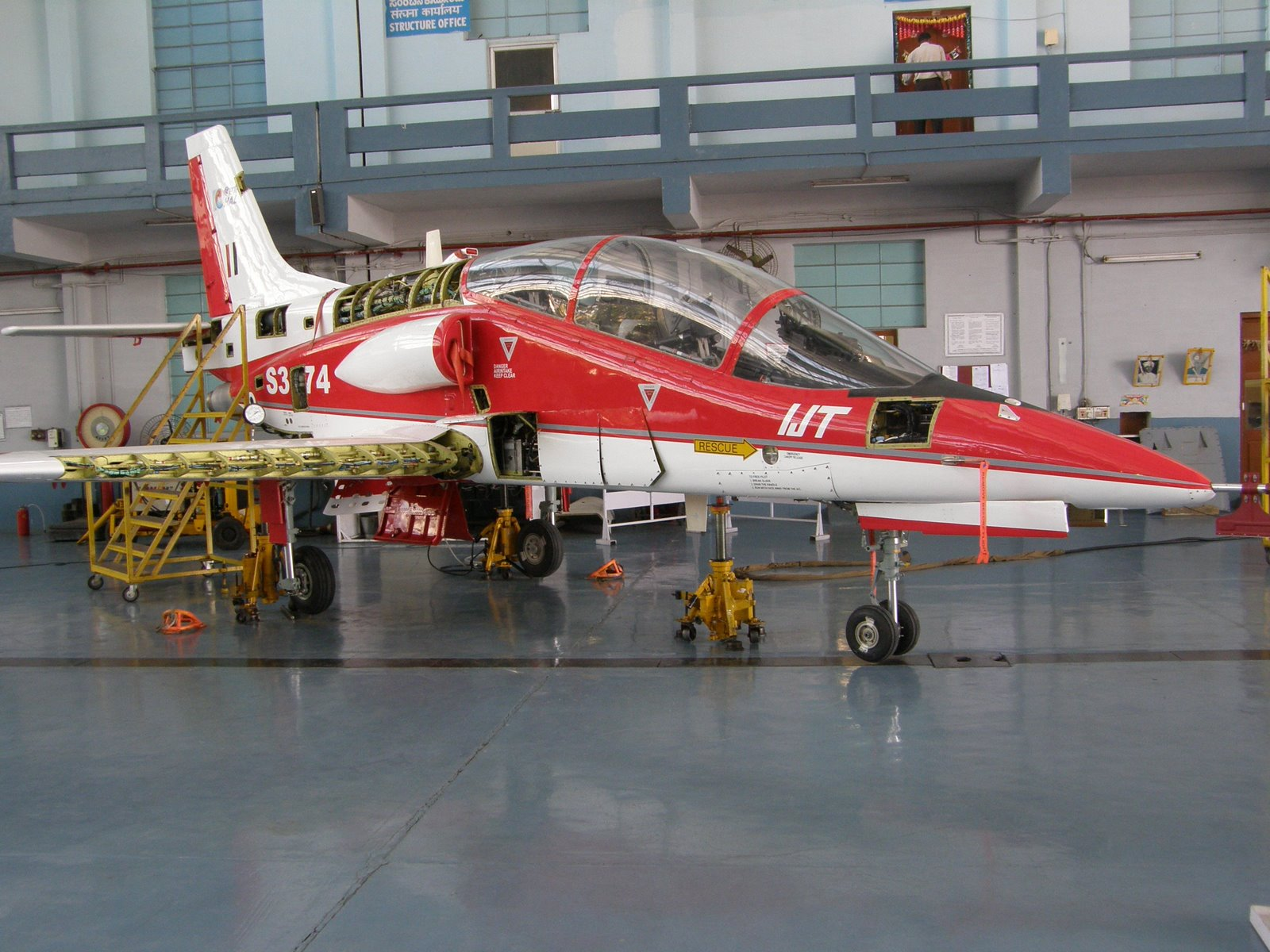
Mẫu thử nghiệm IJT trong nhà chứa phi cơ của Hindustan Aeronautics Limited

HAL bắt đầu công việc thiết kế một máy bay huấn luyện phản lực tầm trung vào năm 1997. Mục đích là để nhằm thay thế mẫu máy bay huấn luyện trước đó của HAL là HJT-16 Kiran, được giới thiệu vào năm 1968. Năm 1999, sau nhiều lần đánh giá của Không lực Ấn Độ, Chính phủ Ấn Độ đã trao cho HAL một bản hợp đồng phát triển, thử nghiệm và cấp chứng nhận cho hai mẫu thử nghiệm IJT.
Mẫu thử nghiệm đầu tiên và thứ hai của HJT-36, định danh là PT-1 và PT-2, cất cánh vào ngày 7 tháng 3 năm 2003 và tháng 3 năm 2004. Chương trình sau đó bị trì hoãn khi Không Lực đánh giá động cơ SNECMA Turbomeca Larzac, với lực đẩy 14.1 kN, là không đạt tiêu chuẩn. Do đó vào tháng 8 năm 2005, HAL đạt được một thỏa thuận thay thế động cơ SNECMA bằng NPO Saturn AL-55I với lực đẩy 16.9 kN. Thỏa thuận cũng cho phép sản xuất động cơ dưới giấy phép của hãng tại nhà máy tại Ấn Độ của HAL.
Sự chậm trễ của việc phát triển máy bay đến từ việc chậm giao động cơ NPO Saturn tới 2 năm, cũng như hai tai nạn xảy ra vào tháng 2 năm 2007 và tháng 2 năm 2009 ở cả hai mẫu thử nghiệm, dẫn tới việc ngừng bay cho công tác điều tra sữa chữa.
Động cơ AL-55I đầu tiên được phía Nga bàn giao vào ngày 28 tháng 12 năm 2008, trễn 2 năm sau cam kết, và được lắp trên mẫu PT-1. Sau các bài kiểm tra di chuyển trên mặt đất, các chuyến bay thử bằng động cơ mới sẽ được bắt đầu vào ngày 9 tháng 5 năm 2009.
Trải qua các bước phát triển và các bài kiểm tra ngiệm ngặt, Không lực Ấn Độ đã đặt một đơn hàng 73 chiếc. Sau 280 chuyến bay thử nghiệm, dây chuyền sản xuất phi cơ được đưa vào vận hành giới hạn vào năm 2009 với 12 phi cơ đầu tiên cho Không Lực. Chuyến bay thử nghiệm đầu tiên cho lô phi cơ đầu tiên được thự hiện vào tháng 1 năm 2010, và phi cơ được kỳ vọng sẽ hoạt động hoàn chỉnh vào tháng 7 năm 2011. Trong khi đó, đơn hàng của Không lực được kỳ vọng sẽ lên đến 200 phi cơ. Mẫu thử nghiệm thứ 3 đang trong giai đoạn phát triển. Ngày 27 tháng 7 năm 2012 mẫu này thực hiện bài di chuyển trên mặt đất đầu tiên.
Tháng 12 năm 2013, HAL tuyên bố rằng Sitara còn vài tuần nữa sẽ được cấp phép.
Ngày 19 tháng 2 năm 2014, MOD của Ấn Độ ra thông báo việc phát triển IJT đang vào giai đoạn nâng cấp, với hơn 800 chuyến bay thử nghiệm đã hoàn thành. Các hoạt đông tiếp theo của máy bay cũng tiến triển suôn sẻ bao gồm các lần thử nghiệm bay trên biển, bay trong đêm, bay ở trần cao cũng như bài thử nghiệm ném bom. Các phần hoàn thành sau cùng để đạt được tiêu chuẩn Final Operational Clearance (FOC) bao gồm hoàn thành phần cánh, và bài kiểm tra cánh nâng. Tất cả nỗ lực được tiến hành nhằm đạt được FOC vào tháng 12 năm 2014. Dây chuyền sản xuất phi cơ bắt đầu ngay sau đó. Tuy nhiên cánh nâng không thể được thử nghiệm cho đến khi HAL thiết kế lại toàn bộ phi cơ nhằm điều chỉnh "sự bất đối xứng hiện hữu". BAE được mời tham gia thay đổi phần thiết kế phi cơ đặc biệt là phần đuôi. Sau cùng, thiết kế phi cơ trải qua các bài kiểm tra toán học và trong đường hầm gió. Phi cơ được thay đổi thiết kế trải quan các bài kiểm tra spin vào tháng 9 năm 2015, và dây chuyền sản xuất 85 phi cơ cho Không lực Ấn Độ bắt đầu hoạt động.
Tháng 3 năm 2017, Jane's báo cáo rằng do các vấn đề không giải quyết được của HJT-36 liên quan đến cánh nâng và spin nên phi cơ không sẵn sàng để phục vụ trong vai trò phi cơ phản lực huấn luyện cho Không lực Ấn Độ. Nhờ sự hỗ trợ của Birhle, khung máy bay được điều chỉnh để di chuyển tailfin và tailplane thấp hơn giúp spin phục hồi dễ hơn. Phi cơ chỉnh sửa bay lần đầu tiên vào tháng 4 năm 2019.

## Thiết kế

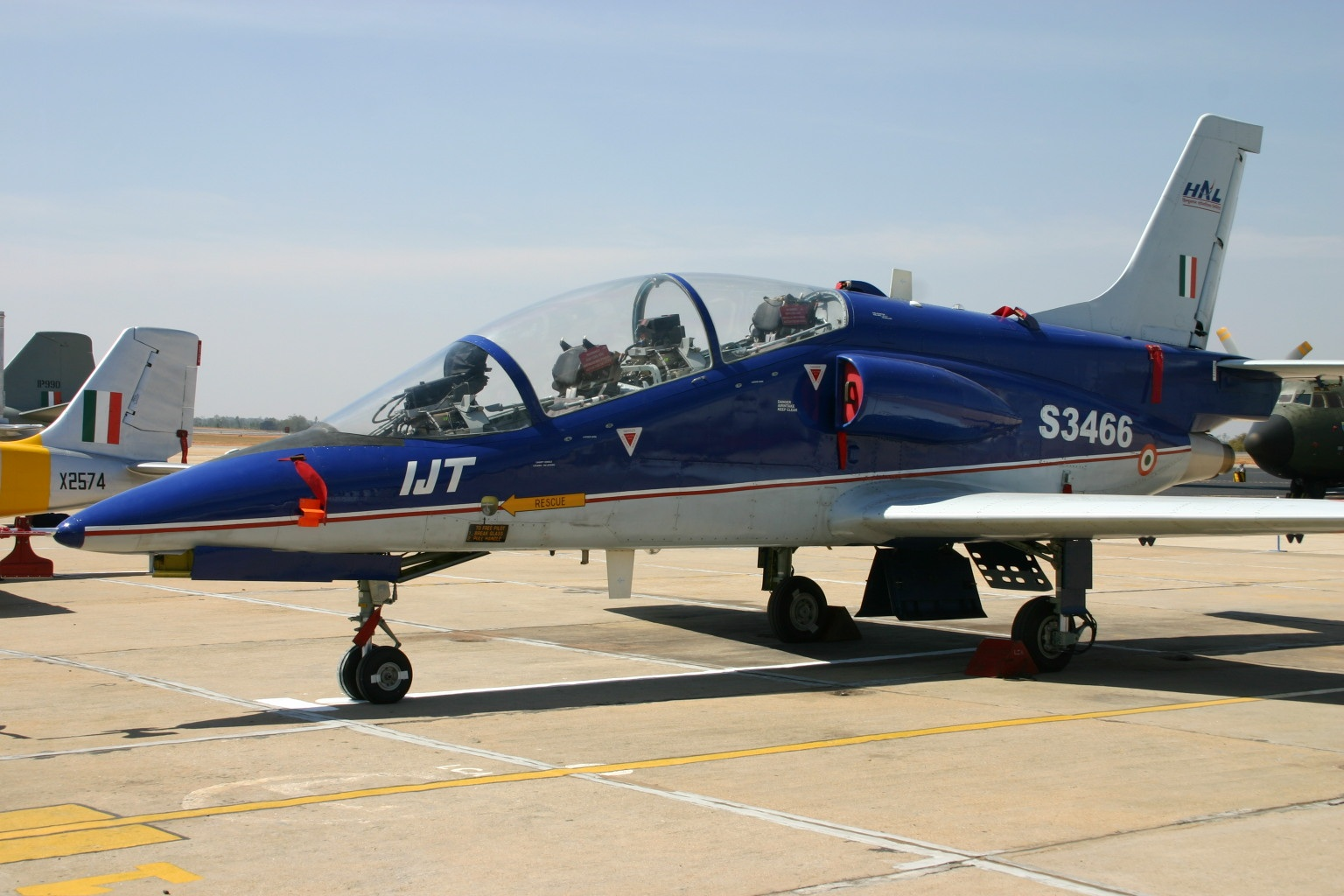
S3466 HAL HJT-36 Sitra at Yelahanka Air Force Station

HJT-36 sử dụng hợp kim nhẹ và composite, với thiết kế cánh thấp cổ điển góc gập cánh 18° và sải cánh dài 9.8m. Phi cơ dùng bánh đáp thủy lực đế tam giác có thể khép vào thân. Đơn vị bánh đáp chính rút về trong trong khi bánh đáp mũi rút về phía trước. Khoảng một phần tư số máy bay dùng để thay thế là loại này và biến thể HAL Tejas.
Khoang lái the HJT-36 có thiết kế cổ điển 2 chỗ ngồi với ghế học viên đằng trước và người hướng dẫn phía sau. Thiết kế một nắp kính giúp cả hai phi công có tầm nhìn toàn cảnh. Phi cơ thử nghiệm sử dụng hệ thống ghế phóng zero-zero K-26LT của Zvezda. Tuy nhiên các phi cơ sau dùng ghế Mk.16 IN16S của Martin-Baker do loại ghế đầu tăng giá. Phi công có thể sử dụng cả hai hệ thống lái truyền thống hoặc bằng tay.
BUồng lái có thiết kế bao kiếng tương tự các thế hệ phi cơ chiến đấu hiện tại. Hệ thống điện tử hàng không là của hãng GE Aviation Systems. Hệ thống hiển thị trên đầu và repeater sản xuất bởi Elbit Systems.
Phi cơ có năm giá gắn vũ khí cho các bài tập chiến đấu. Một giá ở đường giữa nằm dưới thùng nhiên liệu và hai giá dưới mỗi cánh cho rocket, súng và bomb. Khối lượng cất cánh tối đa là 1,000 kg.
Phi cơ thử nghiệm ban đầu sử dụng động cơ turbofan không đốt sau của SNECMA Turbomeca Larzac 04-H-20 có lực đẩy 14.12 kN. Tất cả mẫu xuất xưởng sử dụng động cư NPO Saturn AL-55I mạnh mẽ hơn với lực đẩy 16.9 kN, theo yêu cầu năm 2005 của Hội đồng Không lực.

## Specifications (HJT-36, prototypes)
Dữ liệu lấy từ Jane's All the World's Aircraft
Đặc tính tổng quan
- Kíp lái: 2
- Chiều dài: 11 m (36 ft 1 in)
- Sải cánh: 10 m (32 ft 10 in)
- Chiều cao: 4,4 m (14 ft 5 in)
- Diện tích cánh: 17,5 m2 (188 foot vuông)
- Tỉ số mặt cắt: 5.5
- Trọng lượng có tải: 4.250 kg (9.370 lb)
- Trọng lượng cất cánh tối đa: 5.400 kg (11.905 lb)
- Sức chứa nhiên liệu: 917 kilôgam (2.022 lb)
- Động cơ: 1 × SNECMA Larzac 04-H20 non-afterburning turbofan, 14,12 kN (3.170 lbf) thrust   (Prototypes)
- Động cơ: 1 × Saturn/UMPO AL-55I non-afterburning turbofan, 17 kN (3.800 lbf) thrust   (Production aircraft)

Hiệu suất bay
- Vận tốc cực đại: 750 km/h (466 mph; 405 kn)
- Vận tốc cực đại: Mach 0.75
- Tầm bay: 1.000 km (621 mi; 540 nmi)
- Trần bay: 9.000 m (29.528 ft)
- Số G giới hạn: +7.0/–2.5
- Tải trên cánh: 308,6 kg/m2 (63,2 lb/foot vuông)

Vũ khí trang bị

- Giá treo: 1 × under-fuselage and 4 × under-wing pylons mang được 1.000 kilôgam (2.200 lb),